# Thalictrum treleasei
Thalictrum treleasei är en ranunkelväxtart som beskrevs av B. Boiv.. Thalictrum treleasei ingår i släktet rutor, och familjen ranunkelväxter. Inga underarter finns listade i Catalogue of Life.